# 上海福寿园人文纪念馆
上海福寿园人文纪念馆（英語：Humanism Memorial Museum）又称为人文纪念博物馆或人文纪念馆，是一座位于上海福寿园的博物馆。馆长是伊华。

## 历史
2010年6月建成开馆，由中国建筑师邢同和设计，文化学者南怀瑾题写馆名。展览面积2,000平方米，共有三个展厅，分布是“生命的礼赞”展厅、“生命的故事”展厅和"生命的留言"墓志铭广场。馆藏文物3000余件，主要为入住上海福寿园的上海近现代名人生平展览。

## 营业时间
- 周一至周日：上午九点至下午四点

## 交通
- 上海轨道交通17号线青浦新城站转松青线
- 上海轨道交通9号线佘山站转松青线